# Aker Brygge

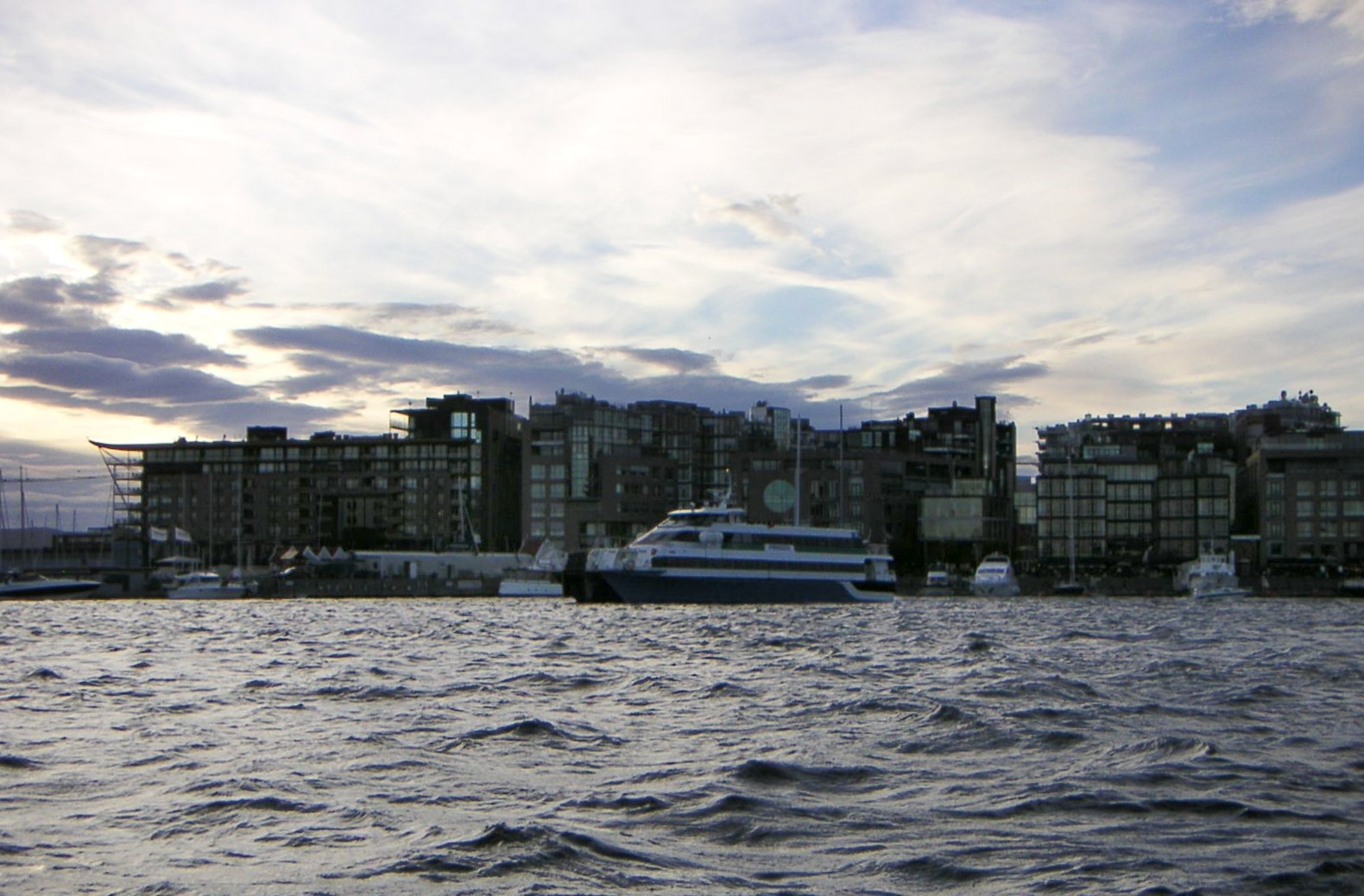
Aker Brygge, augusti 2005

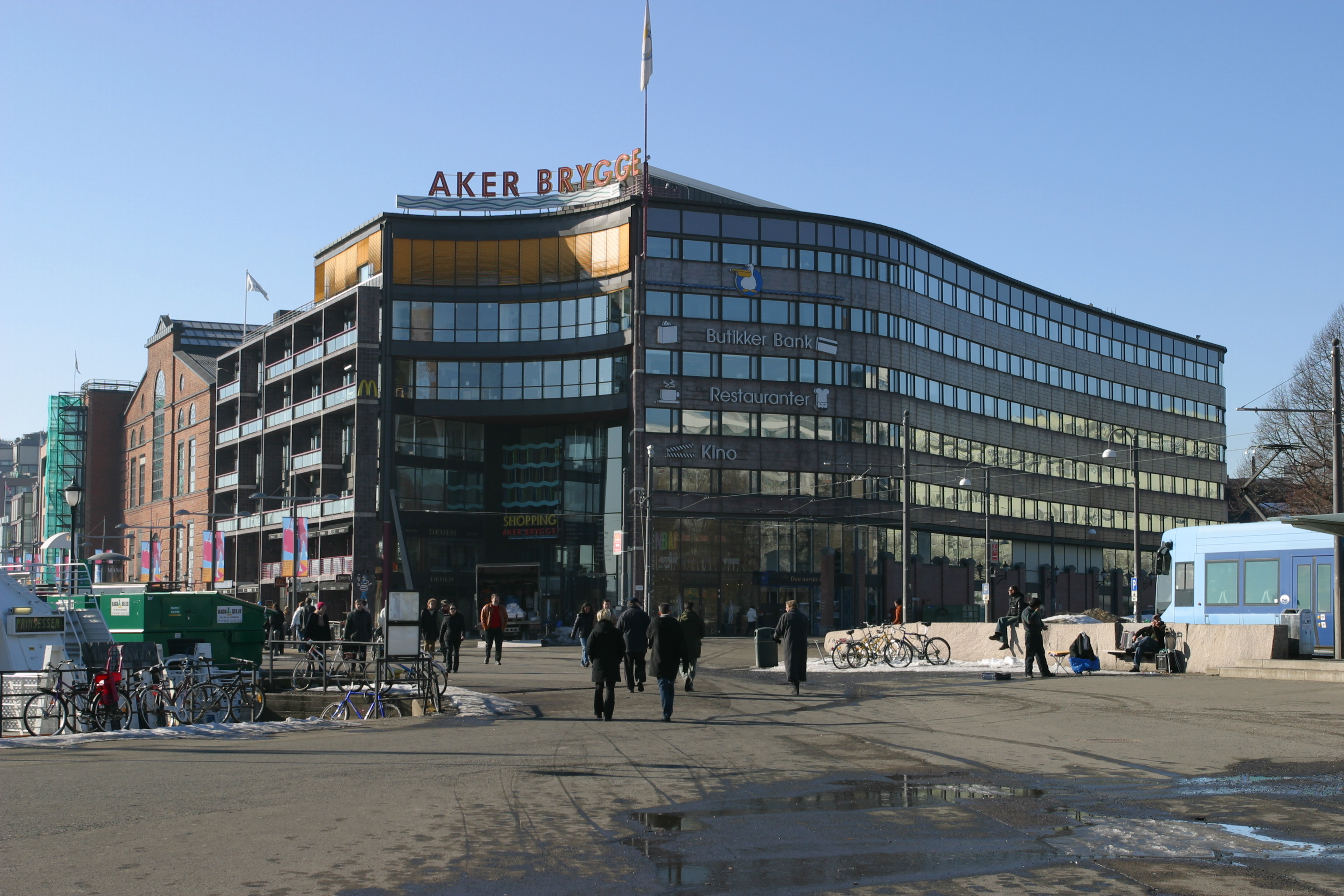
Aker Brygge, hörnbyggnaden mot Rådhusplassen.

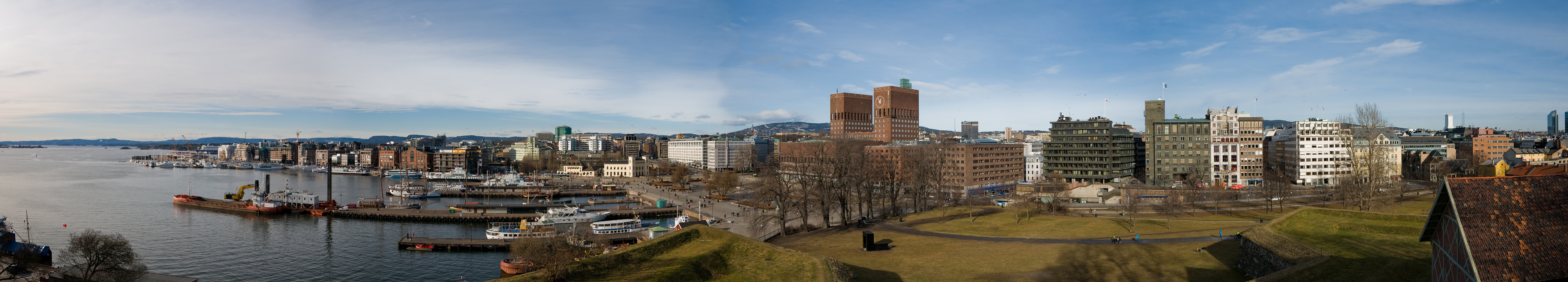
Aker brygge med omgivning, februari 2008

Aker Brygge är ett område och ett köpcentrum i stadsdelen Frogner i Oslo, Norge. Det ligger på västsidan av viken Pipervika, en arm av Oslofjorden, på ett f.d. varvsområde (Akers Mekaniske Verksted AS, varvet nedlagt 1982).
Aker Brygge kom till i fyra etapper. Den första etappen blev klar 1986 och den sista 1998 varefter ytterligare utbyggnad skett.
Området består av ett köpcentrum med butiker och restauranger, biograf, kontorslokaler och bostäder. Det finns även en småbåtshamn och en terminal för Nesoddenbåtarna. Aker Brygge ligger centralt i Oslo, nära Oslo rådhus.